# Pedro Pizarro
Pedro Pizarro (Toledo, 1514 – Arequipa, 1583) è stato uno scrittore spagnolo e un conquistador agli ordini del suo famoso cugino Francisco Pizarro. È noto principalmente per la cronaca che ha redatto sulla conquista del Perù di cui fu testimone oculare.

## Arrivo nelle Americhe
Pedro Pizarro partì per le Americhe nel 1529, quando aveva appena 15 anni. Fu  Francisco Pizarro, suo cugino per parte di padre, a reclutarlo in Toledo, in qualità di paggio, in occasione della sua venuta in Spagna per chiedere ufficialmente alla Corona l'autorizzazione alla conquista dei territori che aveva appena scoperto a sud di Panama.
Pizarro aveva un disperato bisogno di compagni di avventura e cercò di convincere quanti più animosi poté a seguirlo nella sua temeraria impresa. I primi ad accettare la sfida all'ignoto furono i suoi fratelli. Tra di essi figurava, in primis, l'altero Hernando che si considerava il vero capo della famiglia, dall'alto della sua condizione di unico figlio legittimo. Seguivano i due, quasi coetanei, Juan e Gonzalo, illegittimi, come del resto, Francisco, ma riconosciuti, al pari di lui, dal loro prolifico genitore, il colonnello Gonzalo Pizarro, che li aveva avuti tutti da madri diverse. Chiudeva la schiera familiare Martìn de Alcantara, fratello di Francisco per sola parte di madre.

Aggregato a tutti questi parenti, il giovane Pedro avrebbe preso parte, fin dall'inizio, alla spedizione destinata a conquistare l'impero degli Inca.

## La conquista dell'impero Inca
La giovane età di Pedro Pizarro non gli consentì di partecipare agli scontri armati che caratterizzarono la prima parte dell'impresa, ma non gli evitò di affrontare tutti i pericoli con cui si confrontarono gli altri conquistadores.
Dopo la cattura di Atahuallpa a Cajamarca il giovane paggio frequentò assiduamente il sovrano prigioniero e con la curiosità, propria della sua età, ne osservò attentamente le abitudini e i comportamenti. Questi particolari raccolti, grazie al suo interesse giovanile per l'insolito mondo degli Inca, avrebbero costituito la parte più genuina e caratteristica della sua futura relazione.
Nella strada per il Cuzco, a Jauja, impugnò per la prima volta la spada, ma il vero battesimo delle armi doveva sostenerlo più tardi nella capitale inca, proprio quando sembrava che il potere degli Spagnoli fosse ormai consolidato.
Aveva ormai diciotto anni quando si dovette confrontare con la grande insurrezione inca che mise a repentaglio la conquista spagnola.
Manco II, il sovrano imposto dagli Spagnoli, aveva per un certo tempo assecondato i suoi protettori, ma rimasto solo al Cuzco con i fratelli Juan e Gonzalo Pizarro era stato oggetto di continui maltrattamenti. I due, giovani ed irresponsabili, avevano trasformato in odio i suoi sentimenti verso gli Spagnoli, grazie alle loro bravate, a cui non era rimasto estraneo neppure il loro cugino Pedro.
Il ritorno di Hernando, che si era recato in Spagna per portare il quinto per la Corona, aveva fatto cessare quell'odioso  trattamento, ma non aveva potuto riconciliare l'Inca con i suoi persecutori.
Manco aveva ormai deciso e di lì a poco prese la fuga chiamando il suo popolo a raccolta. Chiusi nel Cuzco e a Lima gli Spagnoli si trovarono a lottare per la loro vita, mentre tutti i coloni, sorpresi fuori dalle due città, venivano trucidati. Al Cuzco i fratelli Pizarro, rimasti isolati, si trincerarono, come meglio poterono nelle case trasformate in fortezze, difendendosi con le poche decine di uomini in grado di portare le armi. Tra questi vi era Pedro Pizarro che si distinse quale provetto cavaliere, rischiando più volte la vita nelle numerose sortite che caratterizzarono lo scontro con gli indigeni.
Quando infine l'assedio ebbe termine un altro nemico, più temibile degli Inca, si profilava all'orizzonte: Diego de Almagro che era tornato dalle sue esplorazioni infruttuose in Cile.

## Guerre civili

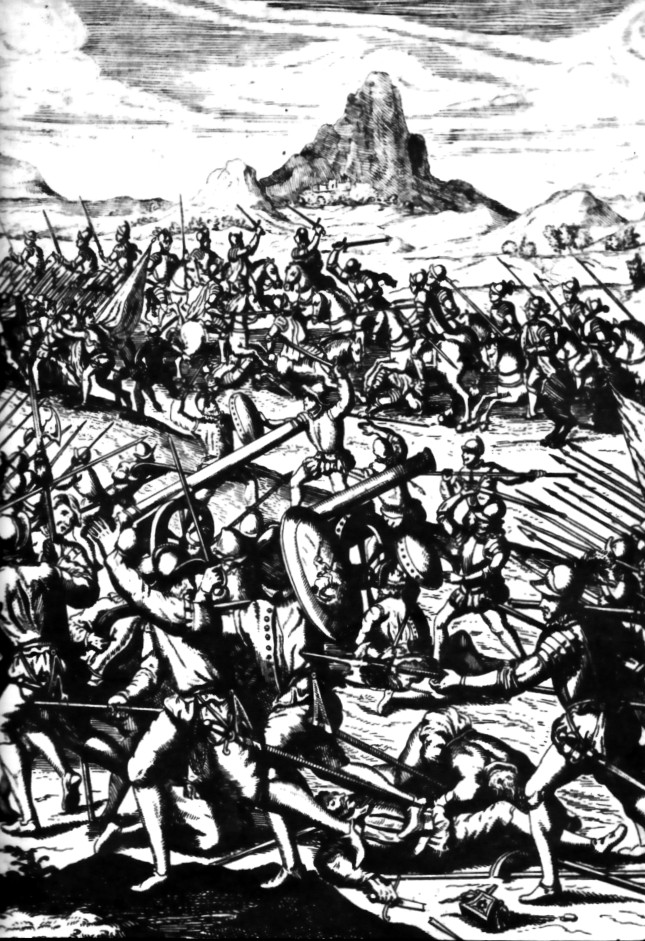
Battaglia di Las Salinas. 1538.

Diego de Almagro e Francisco Pizarro, da soci che erano inizialmente nell'impresa, divennero alla fine rivali. Il motivo del contendere era rappresentato dal possesso del Cuzco che ambedue ritenevano di propria spettanza, in quanto le confuse concessioni della Corona spagnola non avevano chiarito a chi dovesse appartenere.
Erano giunti a un compromesso, grazie al quale Almagro avrebbe tentato la conquista del Cile e se vi avesse trovato, come si pensava, un altro Perù, lo avrebbe conquistato, o in caso contrario sarebbe tornato e avrebbe occupato la città contesa.
Il Cile si era rivelato impossibile da conquistare e allora l'"adelantado", che era il titolo spettante ad Almagro, tornò a rivendicare i suoi diritti. I Pizarro cercarono di  tergiversare, ma l'attacco di Almagro fu fulmineo e tutti furono presi prigionieri compreso Pedro Pizarro.
La lotta continuò e Pedro Pizarro riuscì a fuggire con i cugini per ricongiungersi con le forze che, da Lima, andavano all'attacco del Cuzco. Il giovane Pedro combatté con valore assieme ai suoi familiari nella cruciale battaglia di Las Salinas, destinata a segnare definitivamente la fine di Almagro che, di lì a poco, sarebbe stato giustiziato.
Pedro Pizarro accompagnò suo cugino Gonzalo nella lunga e infruttuosa caccia che gli Spagnoli diedero all'irriducibile Manco, asserragliato su inaccessibili montagne, da cui lanciava attacchi agli europei, specie se isolati.
Stanco delle di guerre, decise di ritirarsi dalla vita militare ed ottenne dal governatore, Francisco Pizarro, un'importante  "encomienda" nella zona di Arequipa.
Non era però destino per lui di potersi dedicare in pace ad occupazioni da proprietario terriero. Il Perù avrebbe conosciuto altri sanguinosi sconvolgimenti, che avrebbero coinvolto volenti o nolenti tutti i coloni spagnoli, obbligandoli a schierarsi da una parte o dall'altra dei contendenti.
La prima di queste turbolenze sociali non avrebbe comportato per Pedro Pizarro alcuna incertezza sulla via da seguire. Si trattava della nuova guerra civile tra i seguaci di Almagro, capitanati dal figlio di questi, detto Diego de Almagro il giovane e le truppe governative. La guerra era cominciata in seguito alla morte di Francisco Pizarro, ucciso per vendetta dai "Cileni", come venivano chiamati i veterani del Cile. Pedro Pizarro fu sorpreso dagli avvenimenti e catturato dai Cileni, ma riuscì a fuggire e a raggiungere Vaca de Castro che comandava le truppe lealiste. Ancora una volta la contesa si sarebbe risolta con uno scontro e ancora una volta Pedro Pizarro ne sarebbe stato parte. Nella battaglia di Chupas si distinse per il valore concorrendo al successo di Vaca de Castro e alla sconfitta dei Cileni.
Più difficile sarebbe stata, per l'antico paggio di Francisco Pizarro, la scelta di campo nella guerra civile che insanguinò il Perú negli anni successivi. Quella volta era stato Gonzalo Pizarro a sfidare le autorità ponendosi a capo delle proteste dei coloni, esacerbati per la durezza delle "Nuove leggi" varate dalla madrepatria a salvaguardia degli "indios".
Un viceré, Blasco Núñez Vela, era stato ucciso e Gonzalo si era proclamato governatore del Perù, tuttavia suo cugino Pedro, pur combattuto dagli opposti sentimenti del legame familiare e del senso del dovere verso la Corona, non ebbe dubbi e scelse il partito governativo.
Questa sua propensione alla fedeltà e all'onore gli fece rischiare la vita perché i ribelli non facevano concessioni e passavano per le armi tutti gli oppositori. Pedro Pizarro dovette la sua salvezza al suo nome e all'antica amicizia che lo legava al comandante in capo delle forze ribelli, il temuto Francisco Carbajal, soprannominato "il diavolo delle Ande".
Dovette comunque umiliarsi a chiedere la grazia al suo potente cugino, ma riuscì infine a defilarsi e a congiungersi con le truppe reali.
Tornato padrone dei suoi movimenti, si schierò finalmente in battaglia contro gli insorti e nello scontro di Xaquixaguana si batté a fianco di La Gasca, il difensore del partito governativo, che risultò vincitore.
Il periodo delle armi sembrava finito per Pedro Pizarro, ma prima che potesse dedicarsi alla vita pacifica di colono, dovette ancora impugnare la spada. Francisco Hernández Girón si era sollevato e sembrava destinato a diventare il padrone del Perú. Dopo i primi successi, la sua avventura si concluse però con una definitiva sconfitta e tra i suoi avversari si distinse ancora una volta Pedro Pizarro che, per l'occasione, aveva addirittura armato a sue spese una compagnia di soldati.
Quella volta le imprese militari erano davvero terminate e il conquistador, ormai anziano, poté finalmente ritirarsi ad Arequipa per sovraintendere alle sue proprietà.

## Ultimi anni
Nell'ultimo periodo si dedicò anche alla stesura della relazione sulla conquista del Perù, terminata nel 1571, come appare già nel titolo della stessa. In essa l'autore ha raccolto tutte le esperienze della sua avventura peruviana, con particolare riguardo alle fasi della conquista.
I ricordi giovanili si mescolano con le pacate riflessioni della maturità senza che gli uni prevalgano sulle altre, ma anzi legandosi insieme in un complesso armonico e ragionato. Le pagine sulla prigionia di Atahuallpa, ricche di particolari inediti forniscono degli interessanti dettagli che sarebbero altrimenti ignoti. Spiccano, con evidenza, le impressioni che dovettero particolarmente colpire il Pizarro ragazzo fissandosi nella sua mente giovanile in modo indelebile. I particolari sono rivisti però con la maturità dell'anziano scrittore, pur conservando la loro freschezza, e sono interpretati tenendo conto del contesto degli avvenimenti e inseriti in una visione più generale.
In ogni caso la relazione, per la ricchezza di particolari e per la personalità dell'autore hanno una particolare importanza per gli storici e gli studiosi della conquista, e riveste un valore fondamentale e insostituibile.
Pedro Pizarro contrasse matrimonio con una dama spagnola, Doña Maria Cornejo, e la loro fu un'unione felice, da cui nacquero dieci figli. Ebbe anche una figlia fuori del matrimonio, che riconobbe con il nome di Isabel Pizarro. La sua discendenza avrebbe fatto perdurare il suo nome per molte generazioni ancora.
Pedro Pizarro si spense ad Arequipa nel 1583.

## Edizioni
- Relación del descubrimiento Y conquista de los Reynos del Perú y del gobierno y orden que los naturales tenian y tesoros que en ella se hallaron y de las de mas cosas que en el han succedido hasta el dia de la fecha. Hecha por Pedro Pizarro, conquistador y poblador destos dichos reynos y vecino de la ciudad de Arequipa". Año 1571
  - in COL. LIBR. DOC. HIST. PERU (tomo VI, Lima 1917)
  - in BIBL.AUT.ESP.(tomo CLXVIII, pagg. 161-242, Madrid 1968).